# Montliot-et-Courcelles
Pour les articles homonymes, voir Courcelles.
Montliot-et-Courcelles est une commune française située dans le département de la Côte-d'Or en région Bourgogne-Franche-Comté.
Cette commune est créée le 1er janvier 1813 par la fusion des communes de Montliot et Courcelles-les-Rangs.

## Géographie

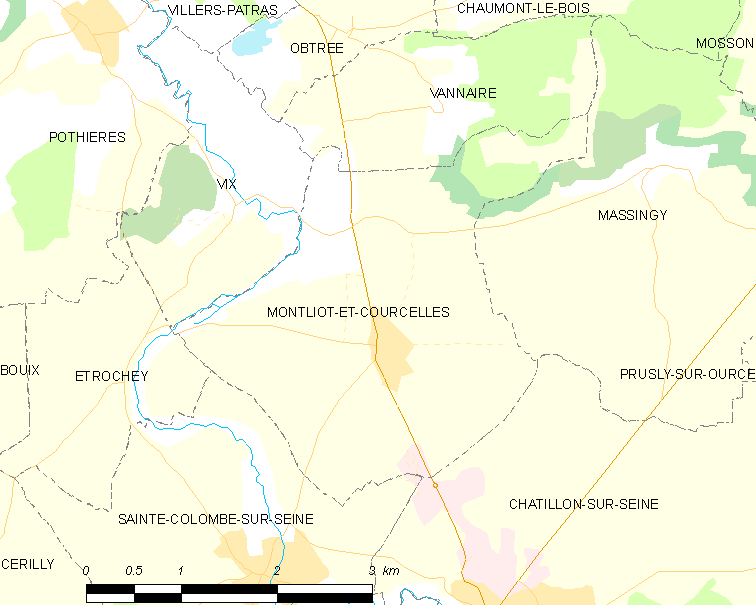

Situé à 221 mètres d'altitude Montliot s’étend sur 8,7 km2.

### Accès
La commune est traversée par la route départementale 971 reliant Troyes à Dijon.

### Hydrographie
La limite ouest de Montliot-et-Courcelles est partiellement constituée par la Seine.
Celle-ci y reçoit le ruisseau du Creux Manchard et la rivière de Courcelles au niveau du moulin de Courcelles.

### Climat
Pour des articles plus généraux, voir Climat de la Bourgogne-Franche-Comté et Climat de la Côte-d'Or.
En 2010, le climat de la commune est de type climat des marges montargnardes, selon une étude du Centre national de la recherche scientifique s'appuyant sur une série de données couvrant la période 1971-2000. En 2020, Météo-France publie une typologie des climats de la France métropolitaine dans laquelle la commune est exposée à un climat océanique altéré et est dans la région climatique  Lorraine, plateau de Langres, Morvan, caractérisée par un hiver rude (1,5 °C), des vents modérés et des brouillards fréquents en automne et hiver. 
Pour la période 1971-2000, la température annuelle moyenne est de 10,3 °C, avec une amplitude thermique annuelle de 16,5 °C. Le cumul annuel moyen de précipitations est de 857 mm, avec 12,3 jours de précipitations en janvier et 8,6 jours en juillet. Pour la période 1991-2020, la température moyenne annuelle observée sur la station météorologique de Météo-France la plus proche, « Châtillon/Seine », sur la commune de Châtillon-sur-Seine à 4 km à vol d'oiseau, est de 10,8 °C et le cumul annuel moyen de précipitations est de 832,8 mm,. Pour l'avenir, les paramètres climatiques de la commune estimés pour 2050 selon différents scénarios d'émission de gaz à effet de serre sont consultables sur un site dédié publié par Météo-France en novembre 2022.

## Urbanisme

### Typologie
Au 1er janvier 2024, Montliot-et-Courcelles est catégorisée commune rurale à habitat dispersé, selon la nouvelle grille communale de densité à 7 niveaux définie par l'Insee en 2022.
Elle est située hors unité urbaine. Par ailleurs la commune fait partie de l'aire d'attraction de Châtillon-sur-Seine, dont elle est une commune de la couronne,. Cette aire, qui regroupe 60 communes, est catégorisée dans les aires de moins de 50 000 habitants,.

### Occupation des sols
L'occupation des sols de la commune, telle qu'elle ressort de la base de données européenne d’occupation biophysique des sols Corine Land Cover (CLC), est marquée par l'importance des territoires agricoles (90,1 % en 2018), en diminution par rapport à 1990 (91 %). La répartition détaillée en 2018 est la suivante : 
terres arables (80,3 %), prairies (7 %), forêts (6,1 %), zones urbanisées (2,9 %), zones agricoles hétérogènes (2,9 %), zones industrielles ou commerciales et réseaux de communication (0,9 %). L'évolution de l’occupation des sols de la commune et de ses infrastructures peut être observée sur les différentes représentations cartographiques du territoire : la carte de Cassini (XVIIIe siècle), la carte d'état-major (1820-1866) et les cartes ou photos aériennes de l'IGN pour la période actuelle (1950 à aujourd'hui).

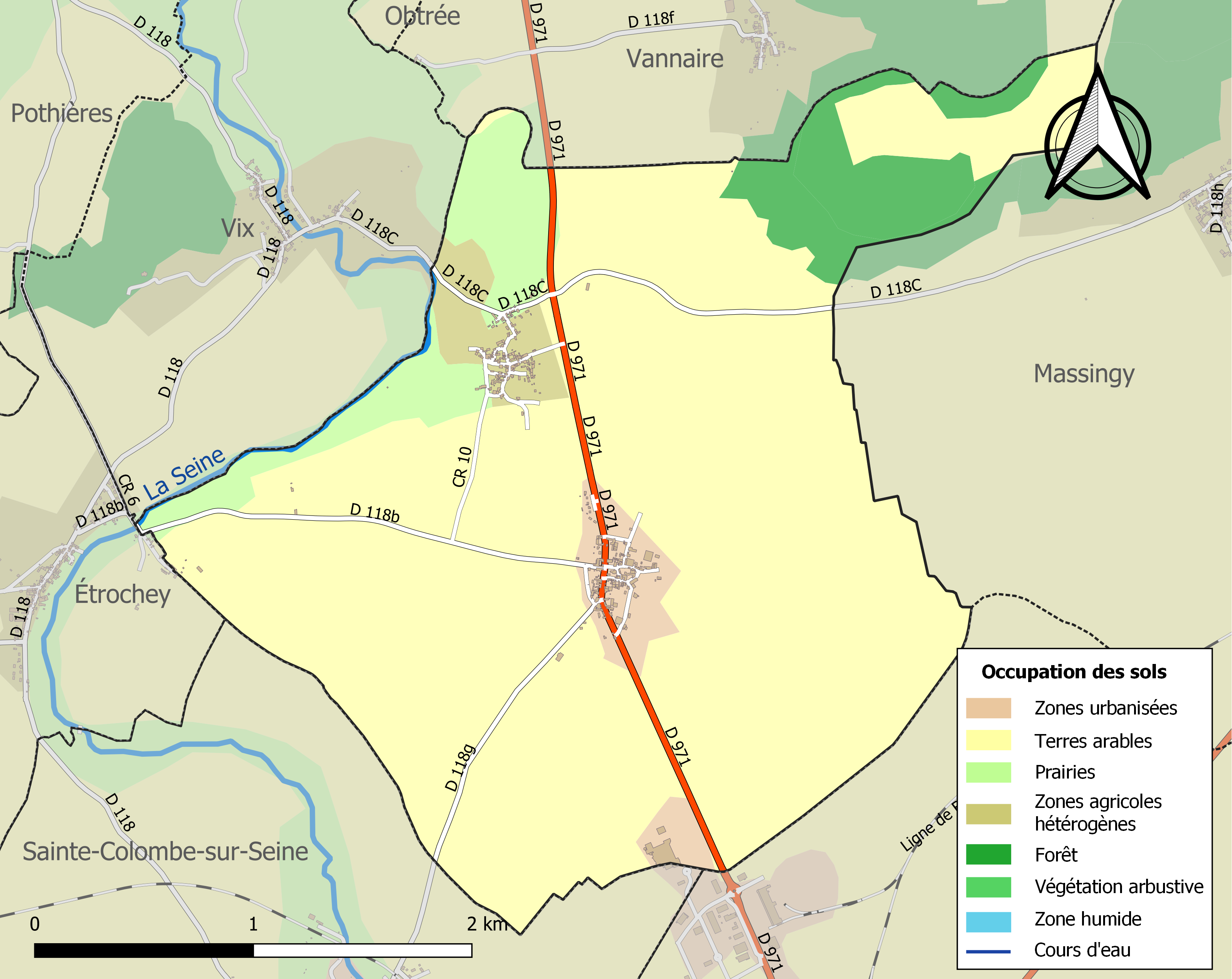
Carte des infrastructures et de l'occupation des sols de la commune en 2018 (CLC).

## Histoire

### Antiquité
Une villa gallo-romaine, fouillée au Champ-de-l'Abbaye en 1909, a livré des sculptures déposées au Musée du Pays Châtillonnais. D'autres sont identifiées le long de la voie romaine Langres-Auxerre qui traverse la bourgade.

### Moyen Âge
Vers 1458, le chancelier Rollin fait construire une maison forte à Courcelles. Celle-ci est détruite à la Révolution et ses boiseries, classées monument historique, se trouvent réparties entre le château de Villiers-le-Duc et l'hôtel de ville de Châtillon-sur-Seine.

### XXe siècle
En juin 1940, le village est le site de combats entre les armées françaises et allemandes, au cours desquels le soldat colonial Zégué (né en 1919 dans l'actuel Burkina Faso) trouve la mort. il est inhumé au cimetière communal le 23 juin 1940,.

## Politique et administration
| Période                                  | Période  | Identité       | Étiquette | Qualité       |
| ---------------------------------------- | -------- | -------------- | --------- | ------------- |
| mars 2014                                | En cours | Florence Bauer | DVD       | Fonctionnaire |
| Les données manquantes sont à compléter. |          |                |           |               |

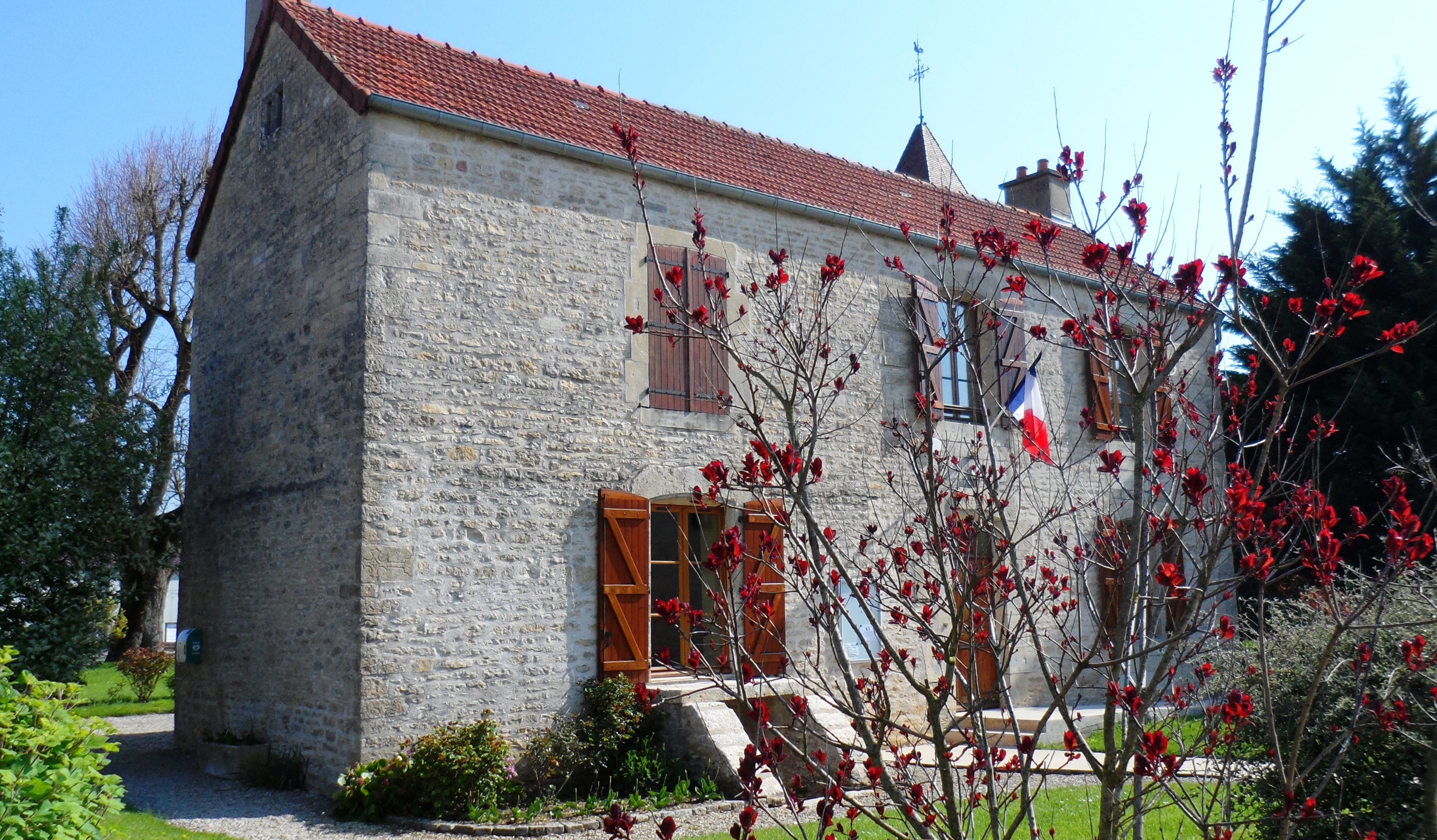
La mairie

Montliot-et-Courcelles est rattaché :
- à l'arrondissement de Montbard,
- au canton no 8 de Châtillon-sur-Seine et
- à la communauté de communes du pays châtillonnais

## Démographie
L'évolution du nombre d'habitants est connue à travers les recensements de la population effectués dans la commune depuis 1793. Pour les communes de moins de 10 000 habitants, une enquête de recensement portant sur toute la population est réalisée tous les cinq ans, les populations de référence des années intermédiaires étant quant à elles estimées par interpolation ou extrapolation. Pour la commune, le premier recensement exhaustif entrant dans le cadre du nouveau dispositif a été réalisé en 2006.

En 2022, la commune comptait 292 habitants, en évolution de −4,26 % par rapport à 2016 (Côte-d'Or : +0,82 %, France hors Mayotte : +2,11 %).
| 1793 | 1800 | 1806 | 1821 | 1836 | 1841 | 1846 | 1851 | 1856 |
| ---- | ---- | ---- | ---- | ---- | ---- | ---- | ---- | ---- |
| 178  | 202  | 195  | 343  | 402  | 424  | 441  | 429  | 418  |

| 1861 | 1866 | 1872 | 1876 | 1881 | 1886 | 1891 | 1896 | 1901 |
| ---- | ---- | ---- | ---- | ---- | ---- | ---- | ---- | ---- |
| 397  | 401  | 380  | 352  | 356  | 365  | 342  | 356  | 335  |

| 1906 | 1911 | 1921 | 1926 | 1931 | 1936 | 1946 | 1954 | 1962 |
| ---- | ---- | ---- | ---- | ---- | ---- | ---- | ---- | ---- |
| 296  | 272  | 243  | 249  | 250  | 241  | 264  | 273  | 265  |

| 1968 | 1975 | 1982 | 1990 | 1999 | 2006 | 2011 | 2016 | 2021 |
| ---- | ---- | ---- | ---- | ---- | ---- | ---- | ---- | ---- |
| 253  | 281  | 234  | 288  | 278  | 291  | 284  | 305  | 295  |

| 2022 | - | - | - | - | - | - | - | - |
| ---- | - | - | - | - | - | - | - | - |
| 292  | - | - | - | - | - | - | - | - |

## Culture locale et patrimoine

### Lieux et monuments
- L'église Saint-Didier du XIIIe siècle et remaniée au XVIe et XVIIe siècles est en forme de croix latine avec un chœur aveugle à fond plat et un transept à double travée. Une partie de son mobilier et de sa statuaire inscrits à l'IGPC remonte aux XVIe siècle et XVIIe siècle. Elle abrite plusieurs dalles funéraires dont deux du XVIe siècle[21] et XVIIe siècle[22]  Classé MH (1931) et un médaillon de vitrail du XVIe siècle intégré dans une grisaille récente représentant les armes de Michel Boudet, évêque de Langres (1511-1529) et pair de France[23] également  Classé MH (1964).

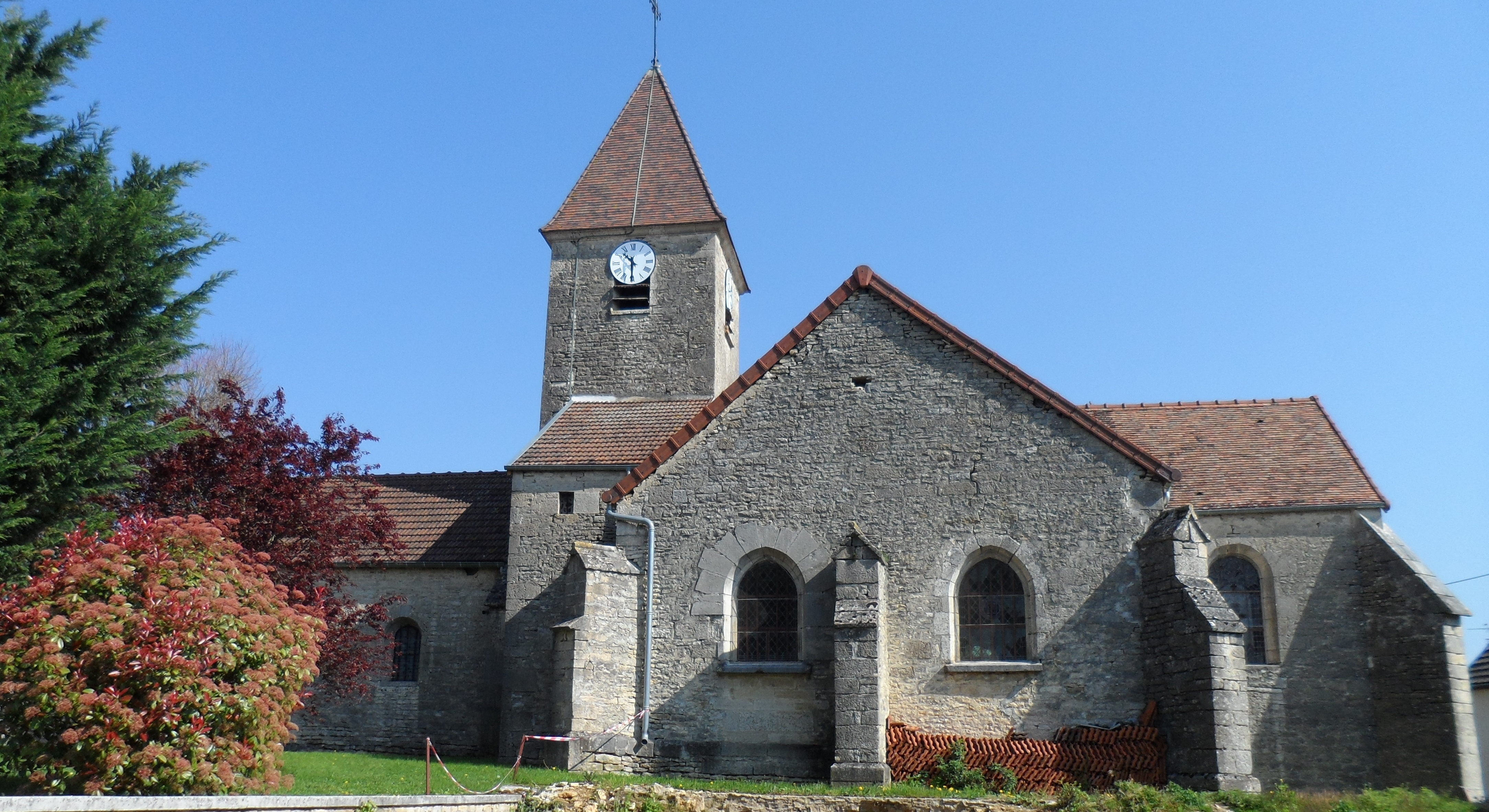
L’église Saint-Didier
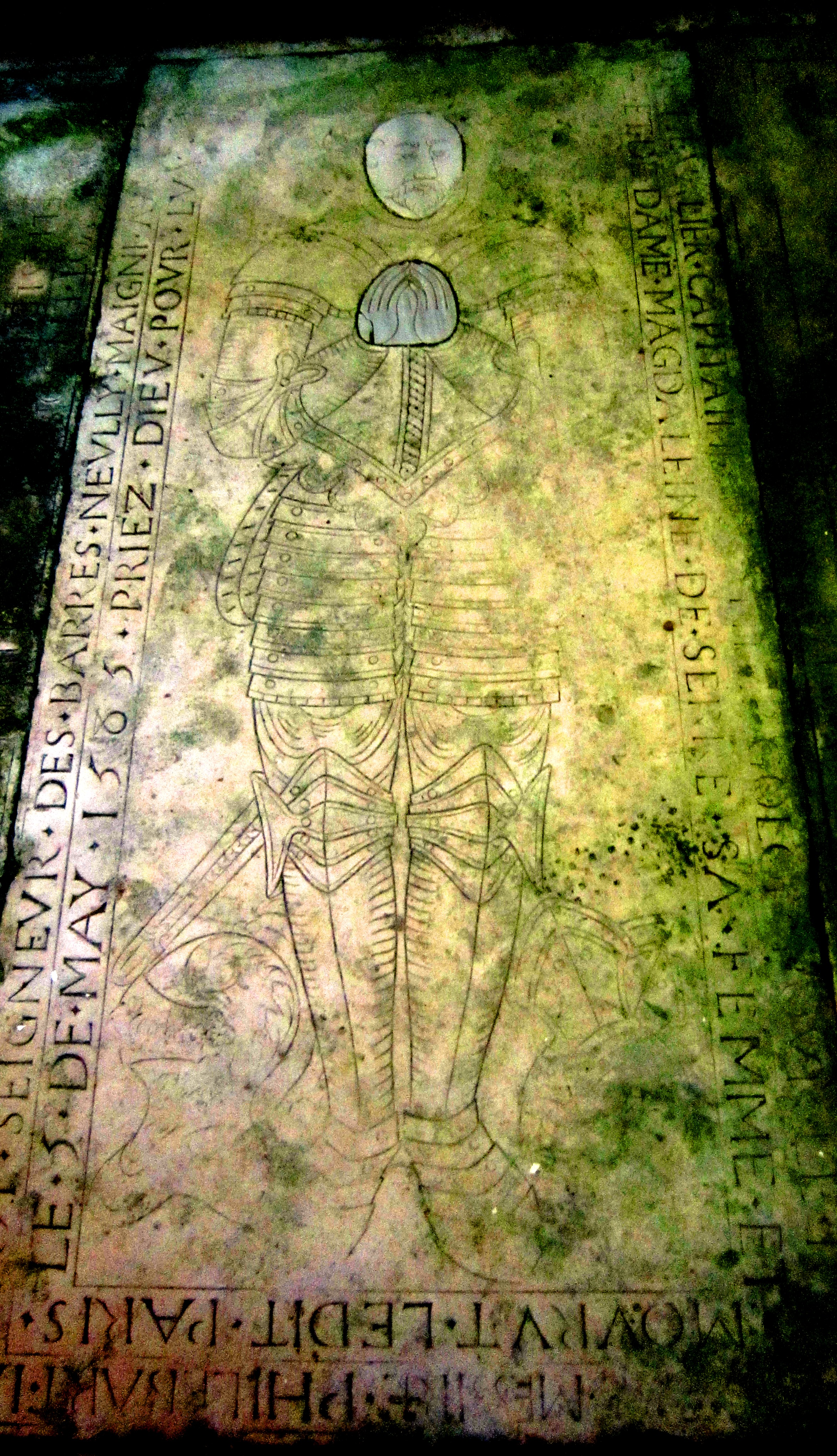
Dalle funéraire d'un capitaine royal (+1585)
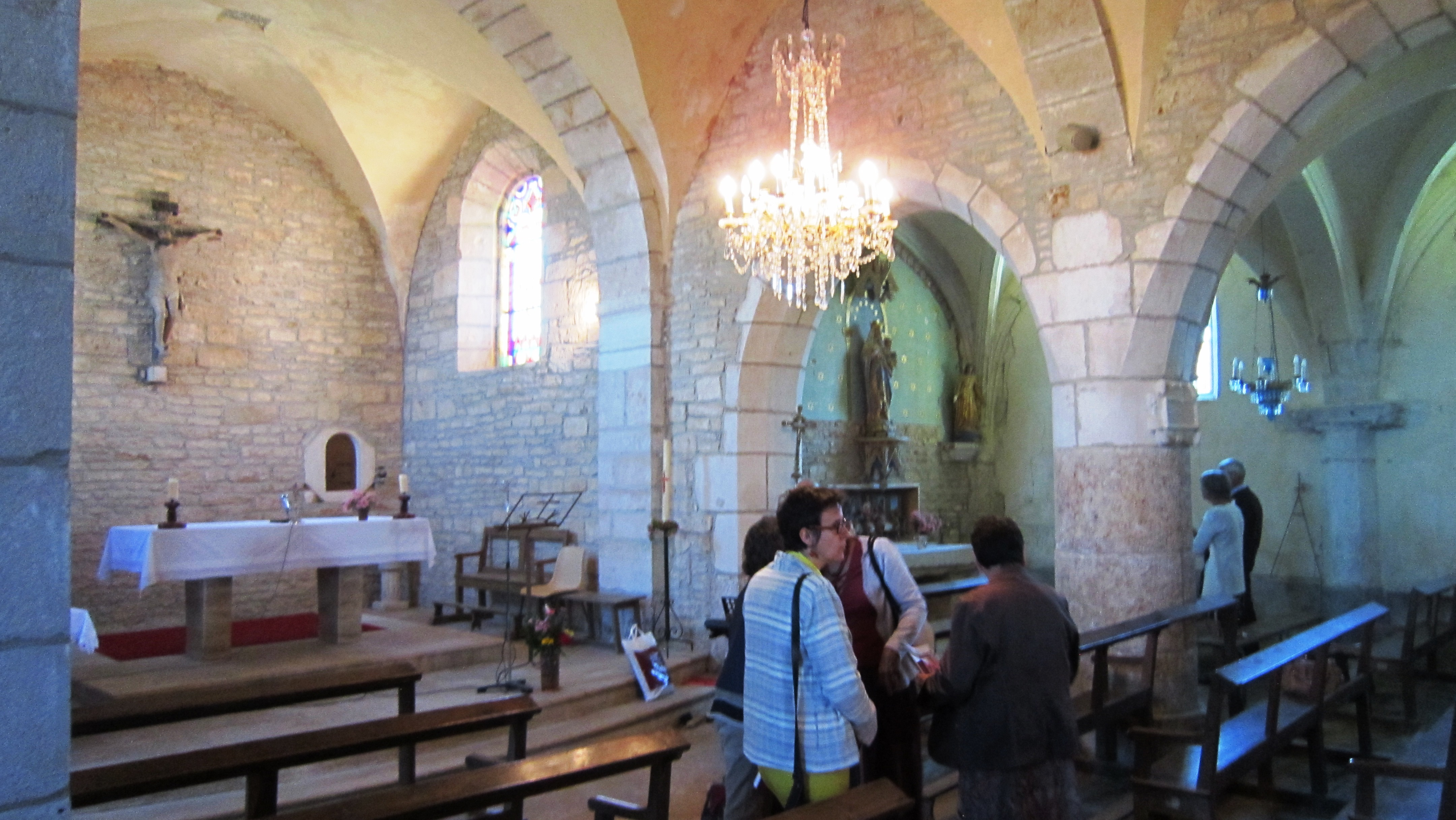
Le chœur et les deux travées du transept ouest

- Dans le cimetière attenant une table des morts réutilise une pierre à cupules préhistorique.
- La chapelle Sainte-Anne de Courcelles, remaniée au XVIIIe, renferme un retable et de nombreuses œuvres d'art : plusieurs peintures dont une œuvre du début du XVIIe  Classé MH (1971)[24]  ainsi que trois statues du XVIIe : une petite Piéta en pierre polychrome, une sainte Anne et une Vierge à l'Enfant inscrites à l'inventaire du patrimoine culturel..

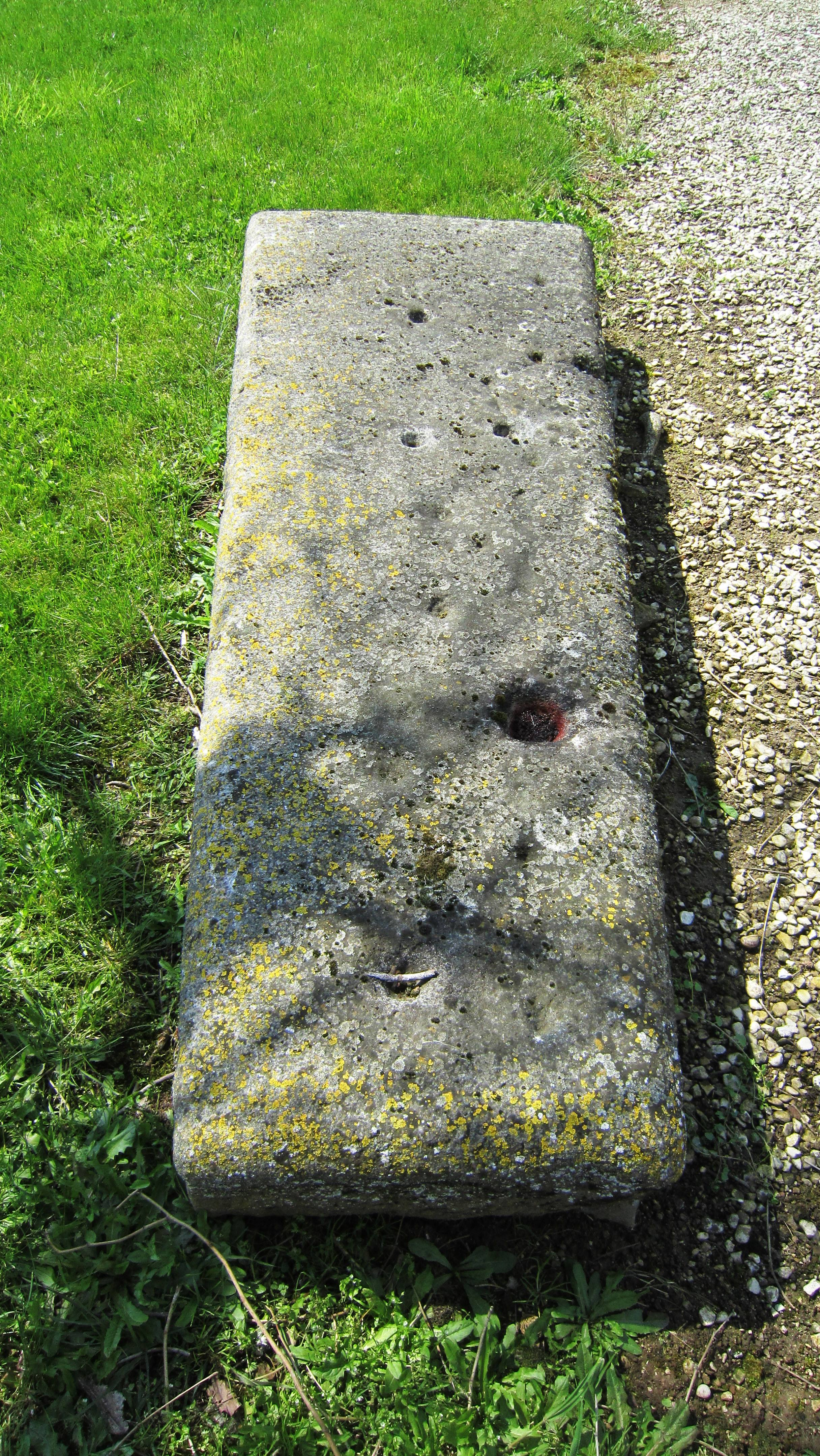
La pierre à cupules
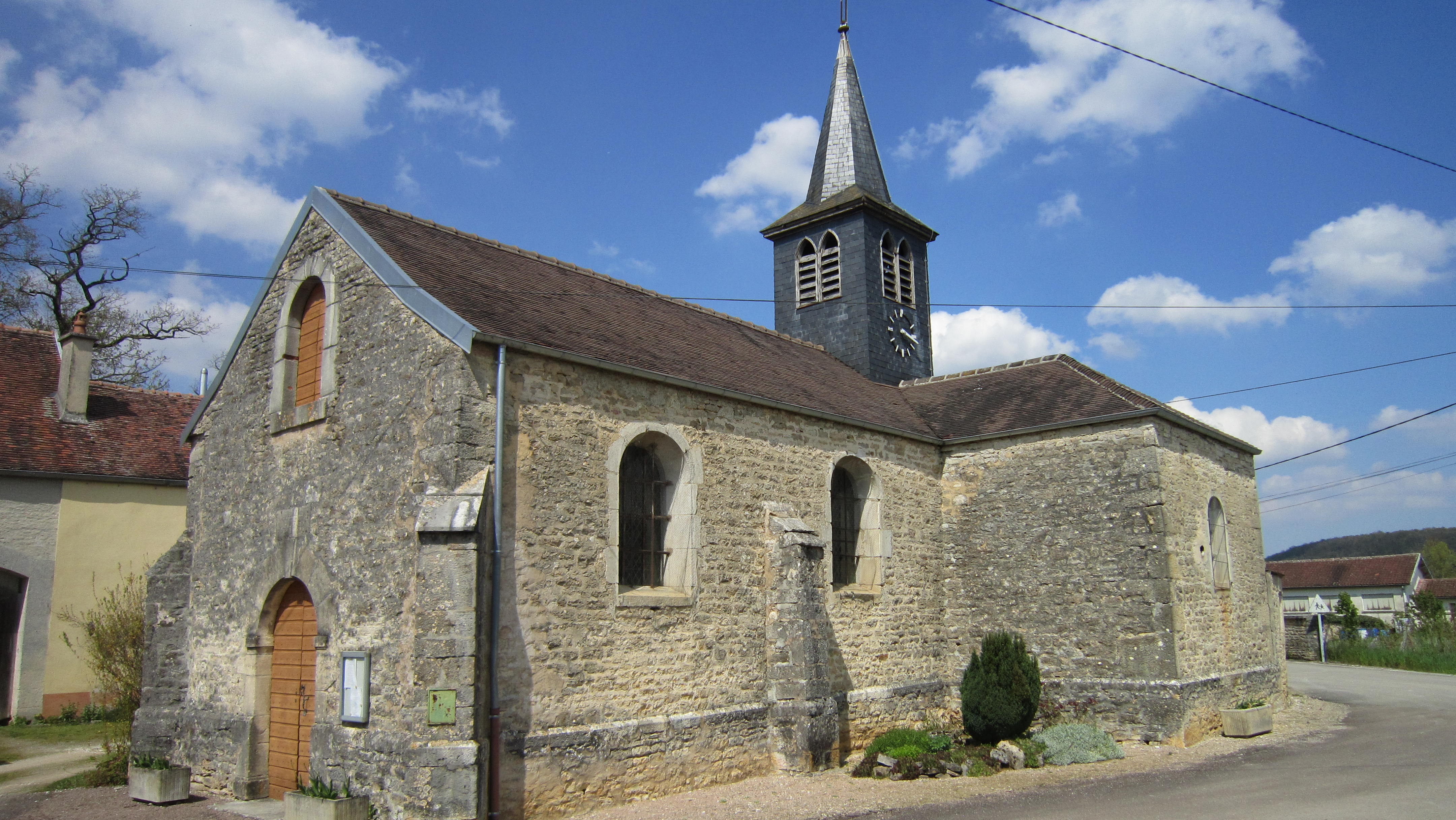
La chapelle de Courcelles ...
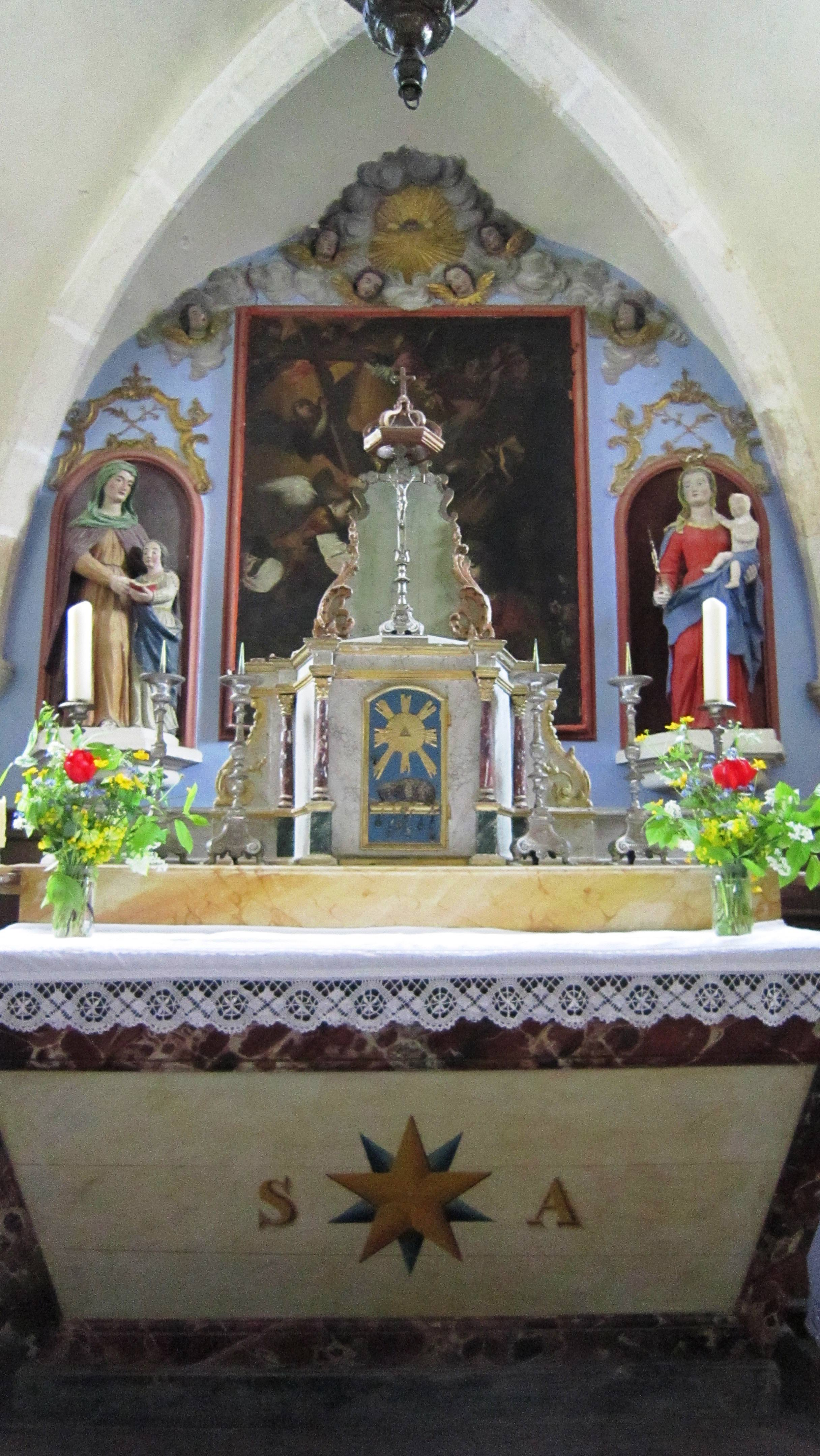
... et son retable.

- Aux limites communales avec Châtillon-sur-Seine et Sainte-Colombe-sur-Seine s'est développée une très importante zone commerciale.

### Personnalités liées à la commune
- Edme Antoine Charles Le Bascle d'Argenteuil (1721-1793), général et homme politique né à Montliot-et-Courcelles, député de la noblesse aux États généraux de 1789.

### Héraldique
| Blason de Montliot-et-Courcelles | Blason  | Écartelé : au 1er échiqueté de gueules et d'or de quatre tires, au 2e d'azur à la fasce d'or accompagnée de trois étoiles aussi d'or, au 3e aussi d'azur aux trois feuilles de chêne aussi d'or, au 4e de gueules aux trois macles d'argent. |
| Blason de Montliot-et-Courcelles | Détails | Le statut officiel du blason reste à déterminer. |